# János Hunfalvy

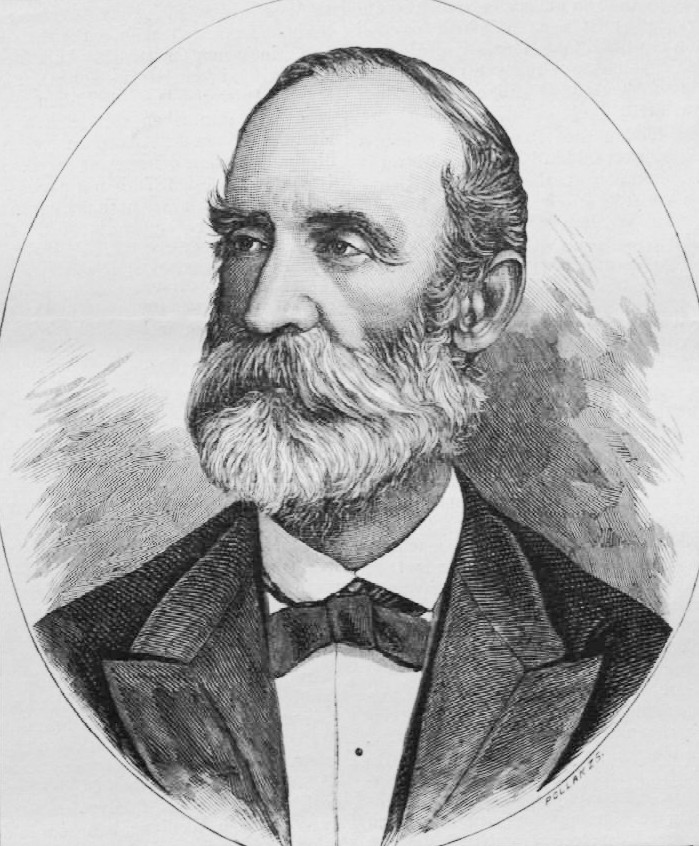
János Hunfalvy

János Hunfalvy [ˈja:noʃ ˈhunfɒlvi] (* 21. Januar 1820 in Nagyszalók; † 6. Dezember 1888 in Budapest) war ein ungarischer Geograph, Mitglied der Ungarischen Akademie der Wissenschaften und Begründer der Ungarischen Geographischen Gesellschaft.

## Leben und Werk
Hunfalvy war der jüngere Bruder des Linguisten Pál Hunfalvy. Sein fast 10 Jahre älterer Bruder sorgte dafür, dass er eine gründliche, klassische Bildung erhielt. Pál Hunfalvy war zeitweise als Erzieher der Brüder Friedrich und Hermann Podmaniczky tätig, die nach dem Tod des Vaters um 1834 nach Miskolc gezogen waren. Ihre Mutter stimmte zu, dass sein Bruder gemeinsam mit ihren Söhnen erzogen und ausgebildet werden durfte. Er absolvierte seine schulische Ausbildung in Késmárk und Eperjes und studierte anschließend an den Universitäten Berlin und Tübingen. Zu der sorgfältigen Grundbildung kam das systematische Selbststudium hinzu. Anfangs übersetzte er kleinere Erzählungen aus dem Deutschen und Englischen, so dass er schon in jungen Jahren mehrere Sprachen erlernt haben muss. Im Jahr 1841 erschien bereits eine Novelle von ihm im Athemæum für die er auf die Memoires sur Napoleon et le premier erapire des Armand de Caulaincourt zurückgegriffen hatte.
1846 erhielt er eine Stelle als Lehrer für Statistik und Geschichte am Lyzeum von Késmárk. Aufgrund seiner Teilnahme an der Ungarischen Revolution von 1848 wurde er jedoch entlassen und zu einer Haftstrafe verurteilt. Nach seiner Entlassung aus dem Gefängnis ließ er sich in Pest nieder, wo er sich eine Existenz als Schriftsteller und Dozent aufbaute. Gemeinsam mit seinem Jugendfreund Ágost (August) Greguss (1825–1882) redigierte er von 1855 bis 1857 das ungarisch Csaläd könyve ‚Buch der Familie‘. Als er zum Mitglied ungarischen Akademie der Wissenschaften gewählt worden war, hielt er am 6. Juni 1859 dort einen Antrittsvortrag mit dem Titel: Strabos und Ptolomaios’ Büschings und K. Ritters Ansichten über Geographie, oder Gegenstand und Aufgaben dieser Wissenschaft.
1866 wurde er, unterstützt von Móriz Pálffy, Dozent an der Königlich-Ungarischen Joseph-Universität für Technik und Wirtschaftswissenschaften. Viele seiner Studien veröffentlichte Hunfalvy in der von Antal Csengery redigierten Budapester Revue. Zum ersten Zyklus dort gehörten drei Essays Hunfalvys, in welchen er über die neuesten Reiseerlebnisse der Afrikaforscher in Nordafrika berichtete. Er bearbeitete die Notizen des Entdeckers Ladislaus Magyar über dessen südafrikanische Reisen in den Jahren 1849–1857, so dass sie 1859 veröffentlicht werden konnten. Die Übersetzung des ersten Bandes erschien auch auf Deutsch und ist Carl Ritter gewidmet. Im November 1873 hielt er in der Akademie eine Denkrede über den 1864 verstorbenen Forschers, in der er dessen Leistungen würdigte.
1870 wurde er zum Präsidenten des neu errichteten Lehrstuhls für Geographie an der Universität Pest ernannt und übte diese Stelle bis zu seinem Tode aus. In dieser Zeit unternahm er mehrere Auslandsreisen und vertrat die ungarische Regierung an internationalen Kongressen für Statistik und Geographie, unter anderem in Den Haag, Sankt Petersburg, Paris, London, Venedig und Rom. Zudem nahm er an mehreren Weltausstellungen teil.
Im Jahre 1872 begründete er zusammen mit Ármin Vámbéry, Antal Berecz und János Xántus die Ungarische Geographische Gesellschaft (ungarisch: Magyar Földrajzi Társaság) und amtierte bis zu seinem Tod als deren erster Präsident. Nach einer längeren Schaffenspause veröffentlichte Hunfalvy im Jahr 1873 eine Besprechung zu seinem Buch Ég es Föld (Himmel und Erde) und es folgte noch im selben Jahr eine Besprechung über eines geographische Werks von Gerolamo Boccardo in der Budapester Revue. Er befasste sich eingehend mit dem „Einfluss des Waldes auf das Klima“. Er arbeitete an einer umfassenden Erdbeschreibung und 1884 erschien der erste Band, in dem er den Süden Europas beschrieb. Dabei beschrieb er jeden einzelnen Volksstamm und die einzelnen Gebiete der Länder. Der zweite Band, der 1886 erschien, enthielt ein Kapitel A magyar birodalom földrajza, különös tekintettel a neprajzi viszonyokra (Geographie des ungarischen Staates, mit besonderer Berücksichtigung der ethnographischen Verhältnisse). Er hatte bereits Material für weitere geplante Bände zusammengetragen. Der dritte Band sollte das übrige Europa behandeln, der vierte Asien und Australien, der fünfte solle von Afrika und Amerika handeln. Doch starm er 1888 und hinterließ nur unfertige Manuskripte. Daher erschien nach seinem Tod nur noch ein dritter Band, der von seinem Schüler Gustav Thirring (1861–1941) beendet wurde.
In der slowakischen Hohen Tatra sind das „Hunfalvyjoch“ (slowak. Váha) und das „Hunfalvytälchen“ (slowak. Kotlinka pod Váhou) nach ihm benannt.

## Schriften (Auswahl)
- Egyetemestörtenelem. 3 Bände, 1851 (Universal-Geschichte).
- Budapest es környeke. Budapest 1859 (Budapest und Umgebung).
- Mit Ludwig Rohbock: Magyar- orszäg es Erdely eredeti kepekben. 3 Bände, 1865 (Ungarn und Siebenbürgen in malerischen Original-Ansichten).
- A magyar birodalom termeszeti viszonyainak leiräsa. 3 Bände, 1863–1865 (Die physikalischen Verhältnisse des ungarischen Reiches, ausgezeichnet mit dem „Marczibänyi-Preis“).
- Kis földleiräs. 1869 (KleineErdbeschreibung).
- Euröpai ällamok rövid statistikäja. 1868 (Kurze Statistik der europäischen Staaten).
- Az oszträk birodalom rövid statistikäja, különös tekintettel Magyarorszagra. 1867 (Kurze Statistik Österreichs, mit besonderem Bezug auf Ungarn).